# Trichiurus
Ne doit pas être confondu avec Trichuris trichiura, un ver parasite
Pour les articles homonymes, voir sabre (homonymie).
Genre
Trichiurus est un genre de poissons semi-pélagiques à nageoires rayonnées de la famille des Trichiuridae. Il fait partie des poissons dits « de grand fond » car ils vivent et sont pêchés à très grande profondeur.
Ce sont les sabres, qui sont des poissons encore mal connus. Il en existe au moins neuf espèces.

## Description

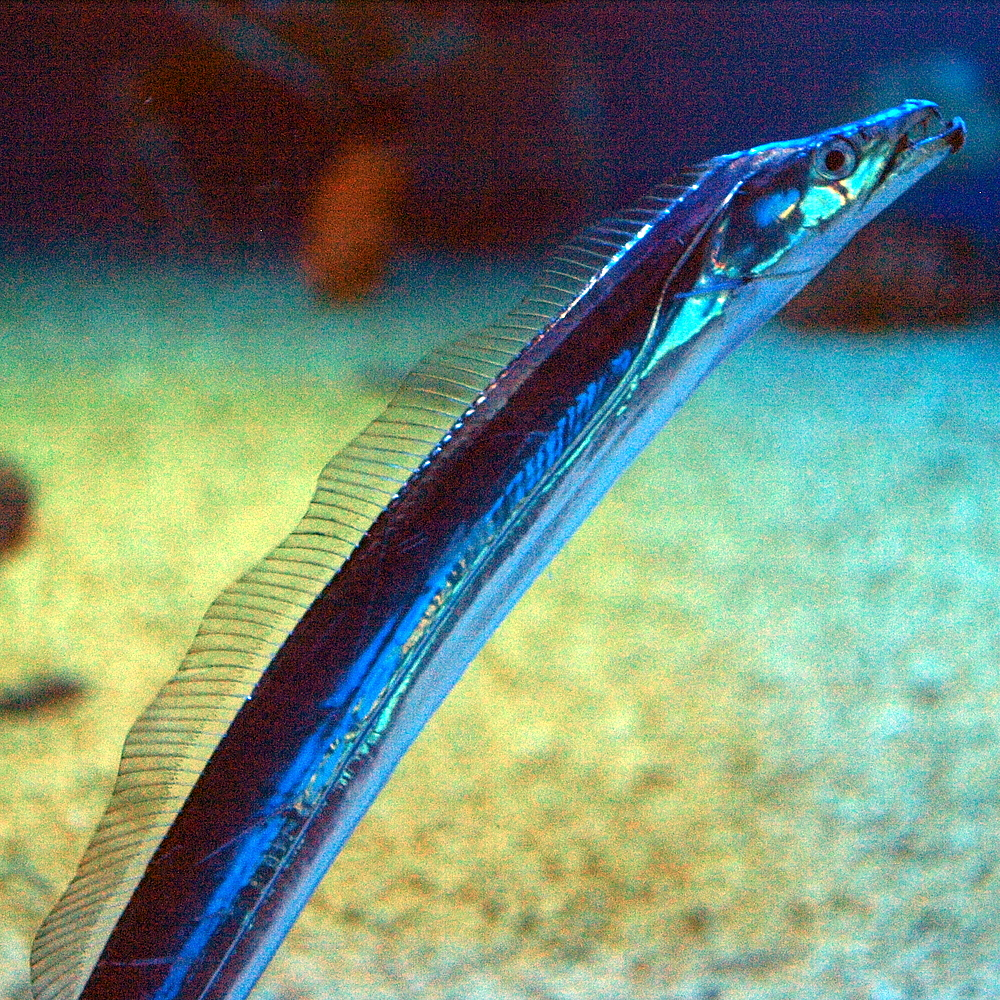
Trichiurus lepturus le « poisson-sabre » le plus connu, abondamment pêché voire surexploité depuis les années 1980-1990

Ces poissons ont le corps en forme de longue lame de couteau. Trichiurus lepturus atteint 234 cm pour 5 kg[réf. nécessaire]. Ils vivent moins longtemps que d'autres poissons de grand fond.

## Comportement, dont alimentaire
Cette espèce est parfois observée remontant vers les estuaires ou dans les estuaires tropicaux.
Leur régime alimentaire et leur position dans le réseau trophique sont restés longtemps méconnus, mais font l'objet d'études.
Les premières études se basaient sur l'analyse de contenus stomacaux et sur les lieux et profondeurs où les livres de bord de pêcheurs signalaient la présence de ces espèces dans les filets, l'étude des otolithes pouvant en outre fournir des indications sur l'âge des poissons pêchés.
D'autres études ont ensuite pu se baser sur les taux et signatures isotopiques du mercure total (HgT) concentré dans la chair de spécimens de Trichiurus lepturus pêchés au large du Brésil. Il a ainsi pu être montré que les juvéniles sont planctonophages, les subadultes mangeant de petits crustacés planctoniques pélagiques et de petits poissons, alors que les adultes sont devenus complètement carnivores. Les signatures isotopiques en δ13C  suggèrent en outre – dans ce cas – une même aire d'alimentation (eaux marines côtières) partagée par les poissons aux différents stades de leur développement. Les traceurs isotopiques montrent en outre que les habitudes alimentaires de ces poissons ne varient pas selon la saison dans l'année (ce qui pourrait dans ce cas aussi refléter l'abondance et la disponibilité des proies dans la zone d'étude).
Chez Trichiurus lepturus adulte pêché au large du Brésil, le taux de mercure total mesuré dans la chair du poisson présente un niveau moyen très proches la limite tolérable selon l'OMS (Organisation mondiale de la santé).
Adultes et jeunes effectuent une migration verticale quotidienne pour s'alimenter, mais opposée : les adultes se nourrissent plutôt près de la surface la journée et descendent au fond la nuit, alors que les alevins et jeunes adultes forment des bancs à 100 m au-dessus du fond le jour et remontent près de la surface la nuit.
Les œufs sont pélagiques.

## Répartition et habitat
Les sabres vivent en zone subtropicale, sur les fonds vaseux, à grande profondeur ou dans les eaux saumâtres en aval des grands estuaires, et ont - comme l'empereur ou le grenadier - une croissante lente.

## Pêche
Très majoritairement pêchés au chalut sur les grands fonds, ces poissons font aussi l'objet d'une pêche sportive à la ligne (record mesuré dans la baie de Guanabara de Rio de Janeiro avec un sabre de 3,69 kg (5 kg sont souvent atteints par la pêche commerciale au chalut).
Certains estiment qu'ils font déjà l'objet d'une surpêche, mais début 2007, ils ne sont pas inscrits sur la liste rouge des espèces menacées.

## Gastronomie

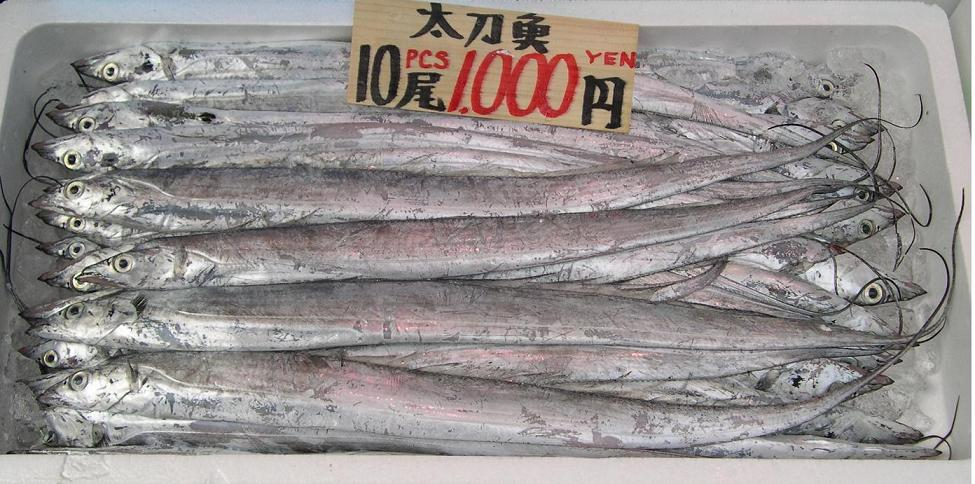
Sabres (Trichiurus lepturus) présentés entiers au marché aux poissons de Tokyo.

Le sabre est commercialisé salé, presque toujours vendu sous forme de filet, salé, sec ou congelé.
Les filets de sabre ont été vendus avec un prix artificiellement bas en raison des subventions attribuées à sa pêche, à partir des années 1980, à la suite de la raréfaction des poissons de surface en raison de facteurs combinés qui pourraient être la surpêche, la pollution des océans et les prémisses d'un réchauffement climatique. Puis le marché s'est auto-entretenu.

## Espèces (appeléessabre)
La systématique du genre peut encore être modifiée à la suite de la découverte de nouvelles espèces ou de l'apport des analyses génétiques de l'ADN mitochondrial.
- Trichiurus auriga Klunzinger, 1884, notamment pêché au chalut dans les eaux profondes au large du Kerala et du Tamil Nadu (Inde), longtemps confondu avec Lepturus Trichiurus.
- Trichiurus brevis Wang & You in Wang, Liu, You & Xu, 1992.
- Trichiurus gangeticus Gupta, 1966.
- Trichiurus japonicus Temminck & Schlegel, 1844. longtemps confondu avec Lepturus Trichiurus, initialement décrit au Japon, mais présent dans toutes les eaux tropicales et tempérées du monde.
- Trichiurus lepturus Linnaeus, 1758.
- Trichiurus margarites Li, 1992.
- Trichiurus nanhaiensis Wang & Xu in Wang, Liu, You & Xu, 1992.
- Trichiurus nickolensis Burhanuddin & Iwatsuki, 2003.
- Trichiurus russelli Dutt & Thankam, 1967.
- Trichiurus nitens, également souvent confondu avec Lepturus Trichiurus (Dans l'Océan Pacifique Est, de la Californie au Pérou)